# Караччі (підрозділ окружного секретаріату)
Підрозділ окружного секретаріату Караччі — підрозділ окружного секретаріату округу Кіліноччі, Північна провінція, Шрі-Ланка. Складається з 44 Грама Ніладхарі.